# Gesetz zur Modernisierung des GmbH-Rechts und zur Bekämpfung von Missbräuchen
Das Gesetz zur Modernisierung des GmbH-Rechts und zur Bekämpfung von Missbräuchen (MoMiG) vom 23. Oktober 2008 ist ein reines Änderungsgesetz, mit dem das deutsche GmbH-Recht grundlegend reformiert worden ist. Ziele des Gesetzes sind vor allem:
1. Beschleunigung und Vereinfachung von Unternehmensgründungen
2. Erhöhung der Attraktivität der GmbH als Rechtsform
3. Bekämpfung von Missbräuchen

## Inhalte

### Beschleunigung und Vereinfachung von Unternehmensgründungen

#### Stammkapital
Die Gründung einer GmbH ist erleichtert worden. Angedacht war die Herabsetzung des Mindeststammkapitals von 25.000 Euro auf 10.000 Euro, um die finanzielle Hürde bei einer Gründung überwindlicher zu gestalten. Dies wurde jedoch verworfen.

#### Unternehmergesellschaft
Auf steigende Attraktivität der GmbH gegenüber der englischen Limited zielt auch die Möglichkeit, eine Gesellschaft mit einem Stammkapital von weniger als 25.000 Euro zu gründen.
Daher wurde die Möglichkeit zur Gründung einer Unternehmergesellschaft (haftungsbeschränkt) (UG (haftungsbeschränkt), § 5a GmbHG), die mit einem Stammkapital von 1 Euro bis 24.999 Euro gegründet werden kann, geschaffen. Im Unterschied zu einer GmbH mit mindestens 25.000 Euro Stammkapital muss das Stammkapital bei der UG sofort vollständig eingezahlt werden, außerdem sind lediglich Bargründungen ohne Sacheinlagen möglich. Zudem besteht die Pflicht, jährlich ein Viertel des Überschusses in eine Gewinnrücklage einzustellen, bis das Stammkapital in Höhe von 25.000 Euro erreicht ist.
Die Gründung einer UG ist gemäß § 41d KostO kostenprivilegiert, vorausgesetzt, sie wird im vereinfachten Verfahren nach § 2 Abs. 1a GmbHG gegründet.

#### Verdeckte Sacheinlagen
Bezüglich der verdeckten Sacheinlage wurde Klarheit geschaffen. Sie wurde erstmals gesetzlich geregelt, nachdem zuvor allein der Bundesgerichtshof Voraussetzungen und Rechtsfolgen der verdeckten Sacheinlage festgelegt hatte. Das MoMiG übernimmt die Definition der verdeckten Sacheinlage, wie sie von der Rechtsprechung entwickelt worden ist, regelt aber die Rechtsfolgen grundlegend neu. Eine verdeckte Sacheinlage liegt vor, wenn der Gesellschafter zwar formal eine Bareinlage leistet, bei wirtschaftlicher Betrachtung aber einen Sachgegenstand in die Gesellschaft einbringt.
Beispiel: Der Gesellschafter zahlt die Einlage. Dann verkauft er der GmbH ein Auto. Die Einlage fließt wieder an den  Gesellschafter als Kaufpreis zurück. Bisher hat der BGH statuiert, dass Verpflichtungs- und Verfügungsgeschäft bei Leistung einer verdeckten Sacheinlage nichtig sind – mit der Folge, dass der Gesellschafter seine Bareinlage (meist an den Insolvenzverwalter) nochmals leisten musste. Das MoMiG schwächt die sehr harten Nichtigkeitssanktionen ab. Verdeckte Sacheinlagen sind weiterhin unzulässig. Sie werden aber auf die Bareinlageansprüche der Gesellschaft gegen den Gesellschafter angerechnet.
Die Anrechnung erfolgt allerdings erst, wenn die Gesellschaft in das Handelsregister eingetragen wird. Zuvor versichert der Geschäftsführer bei Unterzeichnung der Anmeldung, dass die Einlageleistungen (ordnungsgemäß) erbracht sind. Diese Versicherung des Geschäftsführers ist dann falsch. Das heißt, der Geschäftsführer macht sich nach § 82 GmbHG strafbar. Außerdem kann der Registerrichter die Eintragung einer solchen GmbH in das Handelsregister ablehnen (§ 9c GmbHG).

#### Musterprotokoll
Ein weiterer vereinfachender Punkt ist die Möglichkeit zur Gründung von GmbH bzw. UG im vereinfachten Verfahren (§ 2 Abs. 1a GmbHG). Der Gesetzgeber stellt hierzu in der Anlage zum GmbHG zwei Musterprotokolle zur Verfügung – eines für die Einpersonen-Gründung, das andere für die Mehrpersonengründung.
Das Musterprotokoll ersetzt den Gesellschaftsvertrag sowie die Gesellschafterliste. Inhaltlich darf das Musterprotokoll bei Gründung nicht verändert werden, es enthält die notwendigen Inhalte, welche für die Gründung vorgeschrieben sind. Weitere Regelungen können nicht getroffen werden, es gilt dann die gesetzlichen Regelungen des GmbHG.
Übernehmen die Gesellschafter diesen Vertrag ohne Änderung, so bedarf es zwar weiterhin der notariellen Beurkundung des Gesellschaftsvertrages, allerdings ist die Gründung mit Musterprotokoll kostenprivilegiert (§ 107 Abs. 1 S. 2 i. V. m. § 105 Abs. 6 GNotKG) und somit günstiger als eine Gründung mit individuellem Gesellschaftsvertrag.

### Erhöhung der Attraktivität der GmbH als Rechtsform
Aufgrund der Niederlassungsfreiheit innerhalb der Europäischen Union ist es zu einem vermeintlichen Wettbewerb zwischen den verschiedenen Gesellschaftsformen gekommen, die die unterschiedlichen Rechtsordnungen der Mitgliedstaaten vorsehen. Hierbei stehen die verschiedenen in der Union bestehenden Gesellschaftsformen – auf dem Papier – in direkter Konkurrenz zueinander. Interessant erschien gerade Unternehmern ohne Kapital die englische Limited. Hierdurch hielt es der Gesetzgeber für notwendig, die Attraktivität der deutschen GmbH zu verbessern.
So ist nun im Gesetz geregelt, dass der Verwaltungssitz der Gesellschaft frei gewählt werden kann. Es ist nun möglich, eine GmbH mit Satzungssitz in Deutschland nach deutschem Recht zu gründen, die ihr operatives Geschäft und den Sitz der Verwaltung ausschließlich im Ausland hat. Satzungssitz und Verwaltungssitz dürfen auseinanderfallen. Eine inländische Geschäftsadresse ist jedoch weiterhin erforderlich.
Ein gutgläubiger Erwerb von Gesellschafteranteilen soll dazu führen, dass Erwerber von Geschäftsanteilen darauf vertrauen dürfen, dass der verkaufte Geschäftsanteil auch tatsächlich dem Veräußerer gehört. Ein Käufer kann Anteile gutgläubig erwerben, wenn der Veräußerer seit mindestens drei Jahren und ohne Widerspruch in die Gesellschafterliste im Handelsregister eingetragen ist (§ 16 Abs. 3 GmbHG). Ist er weniger als drei Jahre eingetragen, kommt ein gutgläubiger Erwerb nur in Betracht, wenn dem tatsächlich Berechtigten der Fehler zuzurechnen ist.
Ein weiterer wichtiger Punkt ist die Regelung zum so genannten Cash Pooling. Das neue Gesetz reagiert auf Urteile des Bundesgerichtshofs und erlaubt ausdrücklich das Cash Pooling, wenn der Rückgewähranspruch der Gesellschaft vollwertig und liquide (jederzeit fällig) ist (§ 30 Abs. 1 Satz 2 GmbHG). Ebenso ist im Rahmen der Kapitalaufbringung das Hin- und Herzahlen zulässig. Das heißt, die Gesellschaft darf dem Gesellschafter die von ihm erbrachte Einlage wieder zurückzahlen, wenn der Rückgewähranspruch der Gesellschaft vollwertig und liquide ist. Ist er es nicht, haftet der Geschäftsführer (§ 43 GmbHG). Er haftet auch, wenn er auszahlt und später das Darlehen nicht nach § 490 BGB fristlos kündigt und vom Gesellschafter zurückfordert, wenn sich dessen Vermögensverhältnisse verschlechtern. Insgesamt erweitert das MoMiG die Haftungsrisiken für Geschäftsführer von GmbHs beträchtlich.

### Bekämpfung von Missbräuchen
Um Missbräuche zu bekämpfen, müssen zukünftige Gesellschaften weitere Pflichten erfüllen: So muss im Handelsregister zukünftig eine inländische Geschäftsadresse angegeben sein, unter welcher die GmbH erreichbar ist (§ 8 Abs. 4 GmbHG). An diese Adresse können Gläubiger der GmbH Schriftstücke zustellen und Willenserklärungen abgeben. Ist eine Zustellung (physisch) unter der angegebenen Geschäftsanschrift nicht möglich, wird dies sanktioniert, indem öffentlich zugestellt werden kann. Auf diese Weise können rechtskräftige Versäumnisurteile gegen die Gesellschaft erwirkt werden, ohne dass diese davon erfährt. Sogenannten Firmenbestattern dürfte damit das Handwerk gelegt werden, zumal solche Urteile nach der EuGVVO auch im Ausland vollstreckt werden.
In den Bereich der Missbrauchsbekämpfung fällt auch der Gesichtspunkt der Haftung der Gesellschafter bei Führungslosigkeit (= wenn es keinen Geschäftsführer (mehr) gibt). Bei Überschuldung sind die Gesellschafter verpflichtet, den Insolvenzantrag zu stellen (§ 15a Abs. 3 InsO). Durch die Verlagerung der Insolvenzantragspflicht aus den Spezialgesetzen in die InsO ist der Tatbestand der Insolvenzverschleppung (§ 15a Abs. 4 und 5 InsO) nun auch auf Geschäftsführer und Gesellschafter von nicht deutschen Gesellschaften anwendbar. Dies war zuvor aufgrund des strafrechtlichen Analogieverbots nicht möglich. Außerdem sind die Gesellschafter im Falle der Führungslosigkeit der GmbH passiv empfangsbevollmächtigt (§ 35 Abs. 1 GmbHG) für Willenserklärungen.
Der Katalog der Bestellungshindernisse für Geschäftsführer wurde erweitert (§ 6 Abs. 2 GmbHG). Gesellschafter, die ungeeignete (inhabile) Geschäftsführer bestellen, haften (Abs. 5) der Gesellschaft für Obliegenheitsverletzungen dieses Geschäftsführers.

## Inkrafttreten
Das Gesetz ist am 1. November 2008 in Kraft getreten.